# توسیو (ان)
توسیو (به فرانسوی: Toussieux) یک کمون در فرانسه است که در ان (اوورنی-رون-آلپ) واقع شده‌است. توسیو ۴٫۷۴ کیلومتر مربع مساحت دارد ۲۶۰ متر بالاتر از سطح دریا واقع شده‌است.